# آمایوتسو هیمه نو میکوتو
آمایوتسو هیمه نو میکوتو (به ژاپنی: 天豊津媛命 あまとよつひめのみこと); – یکی از امپراتریس‌های ژاپن، همسر امپراتور ایتوکو اهل ژاپن بود.